# 906 km
906 km (kaz. 906 км, ros. 906 км) – przystanek kolejowy w rejonie Szet, w obwodzie karagandyjskim, w Kazachstanie. Położony jest na linii Astana – Szu, na trasie Nowego Jedwabnego Szlaku. Leży wśród stepów, w oddaleniu od skupisk ludzkich.